# Мельковское сельское поселение
Мельковское сельское поселение — упразднённое муниципальное образование в Крапивинском районе Кемеровской области России. Административный центр — посёлок Перехляй.

## История
Мельковское сельское поселение образовано 17 декабря 2004 года в соответствии с Законом Кемеровской области № 104-ОЗ. 

## Население
| 2010  | 2011  | 2012  | 2013  | 2014  | 2015  | 2016  |
| ----- | ----- | ----- | ----- | ----- | ----- | ----- |
| 1097  | ↗1099 | ↘1098 | ↗1109 | ↘1093 | ↘1077 | ↘1058 |
| 2017  | 2018  | 2019  |       |       |       |       |
| ↘1030 | ↘1021 | ↘1004 |       |       |       |       |

## Состав
| № | Населённый пункт | Тип населённого пункта          | Население |
| - | ---------------- | ------------------------------- | --------- |
| 1 | Бердюгино        | деревня                         | 192       |
| 2 | Ленинка          | посёлок                         | 24        |
| 3 | Перехляй         | посёлок, административный центр | 881       |